# Paulina Rubio
Paulina Susana Rubio Dosamantes (Ciudad de México, 17. lipnja 1971.), meksička pop/latin pjevačica i glumica, prodala je do sada 20 milijuna albuma.

## Životopis
Paulina Rubio najstarije je dijete od majke Susane Dosmantes i Enriqua Rubia. Paulinan brat Enrique Rubio Jr. je filmski producent. Govori španjolski, engleski i talijanski jezik.
Paulina je 1992. godine izdala je svoj debitantski samostalni album "La chica Dorada", koji je postao jedan od najuspješnijih albuma godine. Album je postigao veliki komercijalni i kritički uspjeh.
Pod ugovorom s kućom Universal Music od 2000. Paulina izdaje album "Paulina" s kojim se počela vraćati svojim pop korijenima. Godina 2000. za nju je bila komercijalni povratak. Pojavom singla "Y yo sigo aquí" osvojila je ponovno vrhove top ljestvica.
U studenom 2009. izdaje album "Gran City Pop"  i trenutačno je hit u Meksiko, Španjolska, Latinska Amerika i Sjedinjene Američke Države. S njega su objavljeni hit singlovi Causa y efecto, Ni rosas ni juguetes i uskoro travanj 2010 Algo de ti.

## Diskografija

### Studijski albumi
- La chica dorada (1992.)
- 24 kilates (1993.)
- El tiempo es oro (1995.)
- Planeta Paulina (1996.)
- Paulina (2000.)
- Border Girl (2002.)
- Pau-Latina (2004.)
- Ananda (2006.)
- Gran City Pop (2009.)
- Brava! (2011.)

### Singlovi
- "Mio" (1992.)
- "Abriendo las puertas al amor" (1992.)
- "Amor de mujer" (1992.)
- "Sabor a miel" (1992.)
- "Nieva, nieva" (1993.)
- "Vuelve junto a mi" (1993.)
- "El ultimo adios" (2000.)
- "Lo hare por ti" (2000.)
- "Sexi dance" (2000.)
- "Fire (Sexi dance" (2000.)
- "Tal vez, quiza" (2000.)
- "Y yo sigo aquí" (2001.)
- "Yo no soy esa mujer" (2001.)
- "Don't Say Goodbye" (2002.)
- "Si tu te vas" (2002.)
- "Todo mi amor" (2002.)
- "The One You Love" (2002.)
- "Baila Casanova" (2002.)
- "I'll Be Right Here (Sexual Lover) (2003.)
- "Te quise tanto" (2004.)
- "Algo tienes" (2004.)
- "Dame otro tequila" (2004.)
- "Alma en libertad" (2004.)
- "Mia" (2005.)
- "Ni una sola palabra" (2006.)
- "Nada puede cambiarme" Feat Slash (2006.)
- "Ayudame" (2007.)
- "Causa y Efecto" (2009.)
- "Ni rosas ni juguetes" (2009.)
- "Ni rosas ni juguetes" Feat Pitbull (2010.)
- "Algo de ti (2010.)
- "Me Gustas Tanto (2011.)

## Vanjske poveznice
- Službene stranice  Arhivirana inačica izvorne stranice od 7. ožujka 2008. (Wayback Machine)
- "Paulina Rubio na Twitteru"